# Estádio Municipal Cândido de Barros
O Estádio Municipal Cândido de Barros ou também denominado Estádio Municipal ou Botânico, é um estádio de futebol localizado na cidade de Araraquara, no estado de São Paulo, é onde a Ferroviária começou a mandar seus jogos, até a reinauguração da Arena da Fonte.

## História
O estádio já existia e foi reformado e remodelado totalmente. Cândido de Barros, nome do estádio será preservado em homenagem a Cândido de Barros, que foi advogado, jornalista e fundador da "Liga Araraquarense de Futebol" em 1942. Cândido de Barros foi advogado da Prefeitura de Araraquara e chegou a tomar posse como prefeito nomeado em 1947. Ele se aposentou em 1963, mas continuou atuando como advogado. Morreu em 1993. O nome de Cândido de Barros foi dado ao estádio em 1994, por meio de projeto de lei do então vereador Omar de Souza e Silva (Mazinho). Antes, o estádio era denominado Siqueira Campos. 
José Alberto Gonçalves Gaeta, o ex-presidente da Câmara Municipal, que morreu no início de 2008, será homenageado com uma placa no estádio, pois foi o principal defensor da construção da praça esportiva no Jardim Botânico. 
Andréia Rosa, a jogadora da Ferroviária Fundesport também será homenageada com uma placa no estádio. Reconhecimento pelo desempenho dela como atleta da seleção brasileira de futebol feminino, vice-campeã nas Olimpíadas de Pequim. 

### Histórico
A construção do novo Estádio Municipal é fruto das negociações entre a Prefeitura Municipal e o Clube Araraquarense, que resultou na permuta da antiga sede do Clube, o Palacete Esplanada das Rosas, onde hoje funciona a Secretaria de Cultura e Fundart, com o antigo Estádio Municipal. O nome de Cândido de Barros foi dado em 1994, por meio de projeto de lei do então vereador Omar de Souza e Silva – Mazinho. Antes, o estádio era denominado Siqueira Campos. Mas todos se referiam a ele como Municipal.
Além da sede, a prefeitura recebeu R$ 3 milhões utilizados para a aquisição do estádio da Ferroviária e para a construção do novo Estádio Municipal, no Jardim Botânico.

## Dados
O estádio tem dimensões de 110 m de comprimento por 76 m de largura e uma capacidade de 4.156 pessoas. Atualmente tem dimensões de 105 x 68 metros.
Em 20 de setembro de 2008, foi reinaugurado o estádio e a iluminação, quando Ferroviária 1x2 Botafogo FC jogaram em jogo pela Copa Paulista.